# 圣佩德罗-迪卡斯特朗伊什
圣佩德罗-迪卡斯特朗伊什是葡萄牙阿威罗区的一个堂区。总面积21.48平方公里，总人口7625人，人口密度355人/平方公里。